# Evelyn Selbie
Evelyn Selbie (Louisville, 6 luglio 1871 – Los Angeles, 7 dicembre 1950) è stata un'attrice statunitense.

## Biografia
Nata a Louisville, nel Kentucky, Evelyn Selbie iniziò la carriera nel mondo dello spettacolo, recitando in diverse compagnie teatrali attive nell'ovest degli Stati Uniti.
Iniziò la carriera cinematografica nel 1912 con la Essanay Company affiancando Broncho Billy Anderson e lavorò con la Essanay per nove anni. Comparve tra l'altro nel film muto The Squaw Man, che fu la prima produzione hollywoodiana di Cecil B. De Mille. continuò ad apparire sul grande schermo fino al 1949 con The Doolins of Oklahoma, in cui interpretò il ruolo di Birdie. Partecipò inoltre ai serial cinematografici con Fu Manchu e lavorò come freelance alla radio.
Morì il 7 dicembre 1950, a 79 anni, al Motion Picture Country Hospital di Los Angeles, in California, dove era ricoverata da due settimane a seguito di un infarto. È sepolta nel cimitero di Inglewood Park, Inglewood, California.

## Filmografia parziale
- Broncho Billy's Capture, regia di Gilbert M. 'Broncho Billy' Anderson (1913) - cortometraggio
- Italian Love, regia di Harry A. Pollard (1914)
- The Price of Silence, regia di Joseph De Grasse (1916)
- The Hand That Rocks the Cradle, regia di Phillips Smalley e Lois Weber (1917)
- Pay Me!, regia di Joseph De Grasse (1917)
- Seeds of Vengeance, regia di Oliver L. Sellers (1920)
- Without Benefit of Clergy, regia di James Young (1921)
- Flame of the Argentine, regia di Edward Dillon (1926)
- The Return of Dr. Fu Manchu, regia di Rowland V. Lee (1930)
- Diamond Frontier, regia di Harold D. Schuster (1940)